# Гырла-Маре
Культура Гырла-Маре (культура Дубовац-Гырла-Маре) — археологическая культура европейского бронзового века. Названа по муниципалитету Гырла-Маре в округе Мехединць в Румынии.

## Хронология и область распространения
Культура Гырла-Маре существовала с фазы A2 по фазу D бронзового века согласно классификации Пауля Райнеке. По абсолютной хронологии время её существования приходится на 1950—1200 гг. до н. э.
Культура занимала территории к востоку и западу от Железных ворот, то есть по обе стороны Дуная. В некоторые моменты своего развития культура Гырла-Маре была сильно связана с культурой Вербичоара или с Вршацкой группой, существовавшей в Банате.

## Погребальный обряд
Известна прежде всего по крупным некрополям. Погребальный обряд данной культуры — кремация. В погребениях встречается богато орнаментированная керамика.

## Инвентарь
Керамика культуры Гырла-Маре — весьма разнообразна по форме, и богато украшена выступами, спиралями и меандрами. Доминирует штампованный орнамент. Известны также глиняные идолы. Среди бронзовых изделий доминируют украшения, однако встречаются также топоры, реже орудия труда.

## Исчезновение и влияние на другие культуры
Под конец фазы D бронзового века (около 1200 г. до н. э.) население культуры Гырла-Маре мигрировало на юг, в направлении Микенской Греции, где цивилизацию бронзового века сменил период тёмных веков (Гераклиды, Дорийское вторжение).